# 일신여자중학교 (서울)
일신여자중학교(一信女子中學校)는 대한민국 서울특별시 송파구 송파동에 있는 사립 중학교이다.

## 학교 연혁
- 1949년 6월 20일 : 중학교 설립 기성회 조직, 송파중학원 학생 90명 인수
- 1949년 11월 9일 : 재단법인 광서학교 및 광서농업학교 인가 및 개교
- 1951년 11월 8일 : 제1회 졸업식 (졸업생 37명)
- 1953년 9월 9일 : 광서농업학교를 광서중학교로 변경 인가
- 1954년 4월 22일 : 재단법인 광서학교를 재단법인 광서학원으로 변경
- 1964년 1월 24일 : 재단법인 광서학원을 학교법인 광서학원으로 변경
- 1967년 8월 9일 : 학교법인 광서학원을 학교법인 서울학원으로 변경, 광서중학교를 서울동중학교로 교명 변경
- 1970년 3월 1일 : 서울동중학교를 성문중학교로 교명 변경
- 1974년 3월 1일 : 성문중학교를 일신중학교로 교명 변경
- 1974년 11월 16일 : 체육관 840평 준공
- 1976년 3월 1일 : 일신중학교를 일신여자중학교로 교명 변경
- 1982년 2월 7일 : 본관 5층 및 특별교실 준공(16실 570평)
- 1985년 5월 5일 : 도서실 200석 확충
- 1995년 9월 1일 : 일신여자중학교 신축교사 개관식
- 2016년 3월 1일 : 학교법인 서울학원 이사장 박상욱 박사 취임
- 2023년 2월 8일 : 제72회 졸업식
- 2023년 3월 1일 : 제28대 백강규 교장 취임

## 참고 자료
- 일신여자중학교 - 한국교육학술정보원 학교알리미